# Справа з латиною
«Спра́ва з лати́ною» (фр. La question du latin) — новела французького письменника Гі де Мопассана, видана у 1886 році. Сюжет твору розповідає про жарт учня, який несподівано поєднав серця двох сором'язливих людей.

## Історія
Гі де Мопассан вперше опублікував цей твір в газеті «Le Gaulois» 2 вересня 1886 року. Пізніше вона увійшла до збірки «Носій». В українському перекладі новела побачила світ у видавництві «Дніпро» двічі: у восьмитомному зібранні творів Гі де Мопассана (1969—1972) і двотомному виданні вибраних творів письменника (1990) (обидва рази у перекладі Івана Рильського).

## Сюжет
Оповідач вчиться у пансіоні Робіно — закладі з найкращим викладанням латини. Гарним знанням цієї мови учні зобов'язані викладачу пану Пікдану, не надто молодому, непривабливому і нескінченно одинокому парубкові. Пан Пікдан довірливо розповідає оповідачу про важкі умови роботи і проживання, повну відсутність особистого простору і розуміння з боку оточуючих. В цю мить вони бачать працівницю пральні, розташованої навпроти. Пікдан співчуває дівчині, яка замолоду вимушена займатися важкою працею, а в оповідача визріває план.
Наступного дня молодик вітається з дівчиною і повідомляє їй, що пан Пікдан давно в неї закоханий. Та хоч і сумнівається в такому розвиткові подій, але не насміхається зі скромного вчителя. Тоді учень натякає викладачеві, щоби той запросив дівчину на прогулянку. Під час відпочинку на воді утрьох, вчитель і дівчина знаходять спільну мову. Дівчина пропонує пану Пікдану посаг у п'ять тисяч франків, якого достатньо для започаткування власної справи. Хоча згодом через це побачення вчителя звільняють з роботи, пан Пікдан починає щасливе сімейне життя із колишньою прачкою і перетворюється на успішного крамаря.